# Strip Me?
Albums de Anna Tsuchiya
ANNA TSUCHIYA Inspi' Nana (Black Stones)
(2007)
Singles
Strip Me? est le 1er album de'Anna Tsuchiya, sorti sous le label MAD PRAY RECORDS le 2 août 2006 au Japon, et le 24 octobre 2006 en France. Il atteint la 11e place du classement de l'Oricon, et reste classé pendant 13 semaines, pour un total de 50 147 exemplaires vendus. C'est l'album le plus vendu de Anna Tsuchiya à ce jour.

## Liste des titres
| 1.  | zero                   | Anna Tsuchiya              | 大西かつみ                      | 3:49 |
| 2.  | Rose                   | Anna Tsuchiya              | Ayumi Miyazaki                  | 3:48 |
| 3.  | No Way                 | Anna Tsuchiya              |                                 | 4:23 |
| 4.  | Lovin' you             | Anna Tsuchiya              | Denda Mao, Murayama Shinichirou | 4:33 |
| 5.  | Under My Mask          | Anna Tsuchiya              | LOW IQ 01                       | 3:06 |
| 6.  | True Colors            | Billy Steinberg            | Tom Kelly                       | 3:33 |
| 7.  | Give me Kiss & Kiss    | Anna Tsuchiya              |                                 | 3:55 |
| 8.  | Forever                | Anna Tsuchiya              | Murayama Shinichirou            | 4:30 |
| 9.  | Interlude              |                            | Murayama Shinichirou            | 0:53 |
| 10. | Change Your Life       | Joa Heimer, Suzanne Mosson | Patrick Tucker                  | 3:46 |
| 11. | Ecstasy                | Rie Eto                    | 田中奈緒, Murayama Shinichirou  | 3:31 |
| 12. | Jane                   | Rie Eto                    | Denda Mao                       | 3:29 |
| 13. | Grooving Beating       | Anna Tsuchiya              | 南葉洋平, 川嶋可能              | 3:44 |
| 14. | Knock Down             | Anna Tsuchiya              | Ayumi Miyazaki                  | 4:39 |
| 15. | Slap that Naughty Body | Anna Tsuchiya              | Remee                           | 3:28 |

| 1. | Taste My Skin              |  |
| 2. | Change your life           |  |
| 3. | Slap that Naughty Body     |  |
| 4. | Rose ~strip me? edition~   |  |
| 5. | SING or DIE (Documentaire) |  |